# Blue Marlin
Pour les articles homonymes, voir Marlin.
Le MV Blue Marlin est un navire transporteur de colis lourds ; il était le plus grand et le plus puissant naviguant jusqu'à la construction du Dockwise Vanguard en 2012. De type semi-submersible, il a été converti en 2003 afin d'offrir une surface de pont plus importante.
Il a été construit en avril 2000 par le chantier CSBC à Kaohsiung, Taïwan, six mois après son navire-jumeau le Black Marlin. À l'origine possédé par la compagnie norvégienne Offshore Heavy Transport, il a été racheté le 6 juillet 2001 par l'armateur néerlandais Dockwise. Il a été conçu à l'origine pour le transport de plates-formes pétrolières jusqu'à 30 000 tonnes ayant un centre de gravité jusqu'à 30 mètres au-dessus du pont du transporteur. Il est équipé de 38 cabines pouvant héberger 60 personnes, d'une salle de conférences, d'un sauna et d'une piscine.

## Travaux d'élargissement
Fin 2003, des travaux d'agrandissement et de conversion ont été entrepris au chantier naval Hyundai Mipo Dockyard en Corée du Sud, notamment pour accroître sa largeur de 42 à 63 mètres. Le pont a été agrandi, ainsi que la partie basse de la coque afin de conserver une stabilité satisfaisante ; le système de ballasts a également été agrandi.
Le navire a aussi vu son système de propulsion mis à niveau en conséquence, à la suite de tests en bassin d'essai à Marlin, aux Pays-Bas, montrant que la manœuvrabilité était insuffisante pour le mauvais temps. Une première proposition visait à ajouter deux propulseurs d'étrave à celui existant, mais il est apparu qu'il fallait également améliorer le système de propulsion principal.
Une tuyère Lips a été installée autour de l'hélice principale afin d'accroître la poussée pour la même puissance ; la tuyère est d'un type innovant créée par Wärtislä pour entraîner plus d'eau dans le rayon de l'hélice. La partie arrière de la carène a été transformée pour créer un effet tunnel en direction de la tuyère. Finalement, la traction au point fixe a été améliorée de 30 % d'après Wärtislä.
À l'avant, deux propulseurs rétractables à pas variable ont été installés, d'un diamètre de 3,4 m et d'une puissance de 4,5 MW chacun, utilisant également une tuyère Lips. La traction additionnelle qu'ils génèrent est de l'ordre de 160 tonnes au point fixe.
Le navire est entré à nouveau en service en janvier 2004.

## Opérations notables

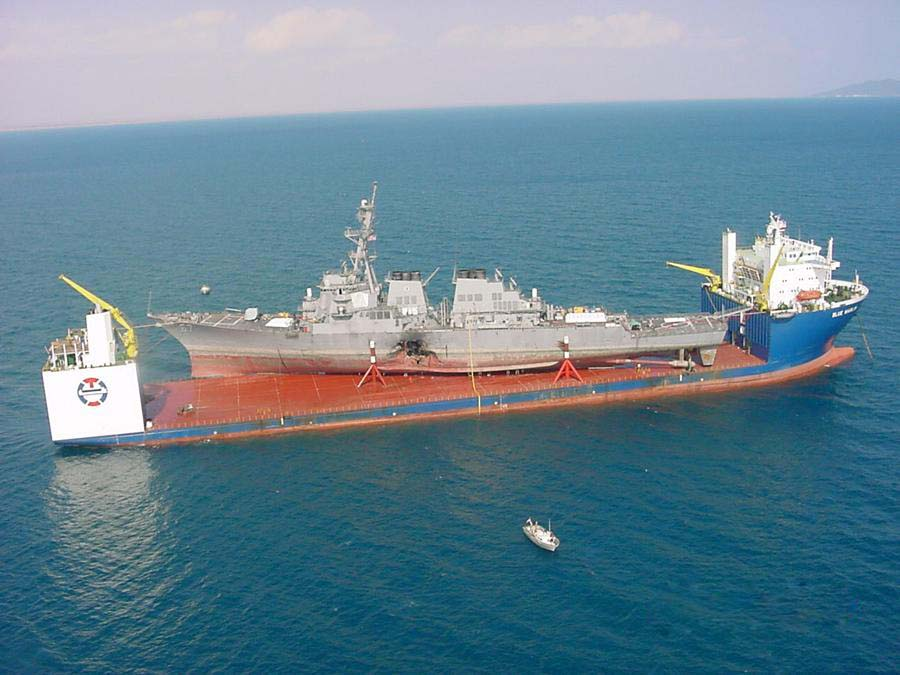
Le Blue Marlin transportant l’.

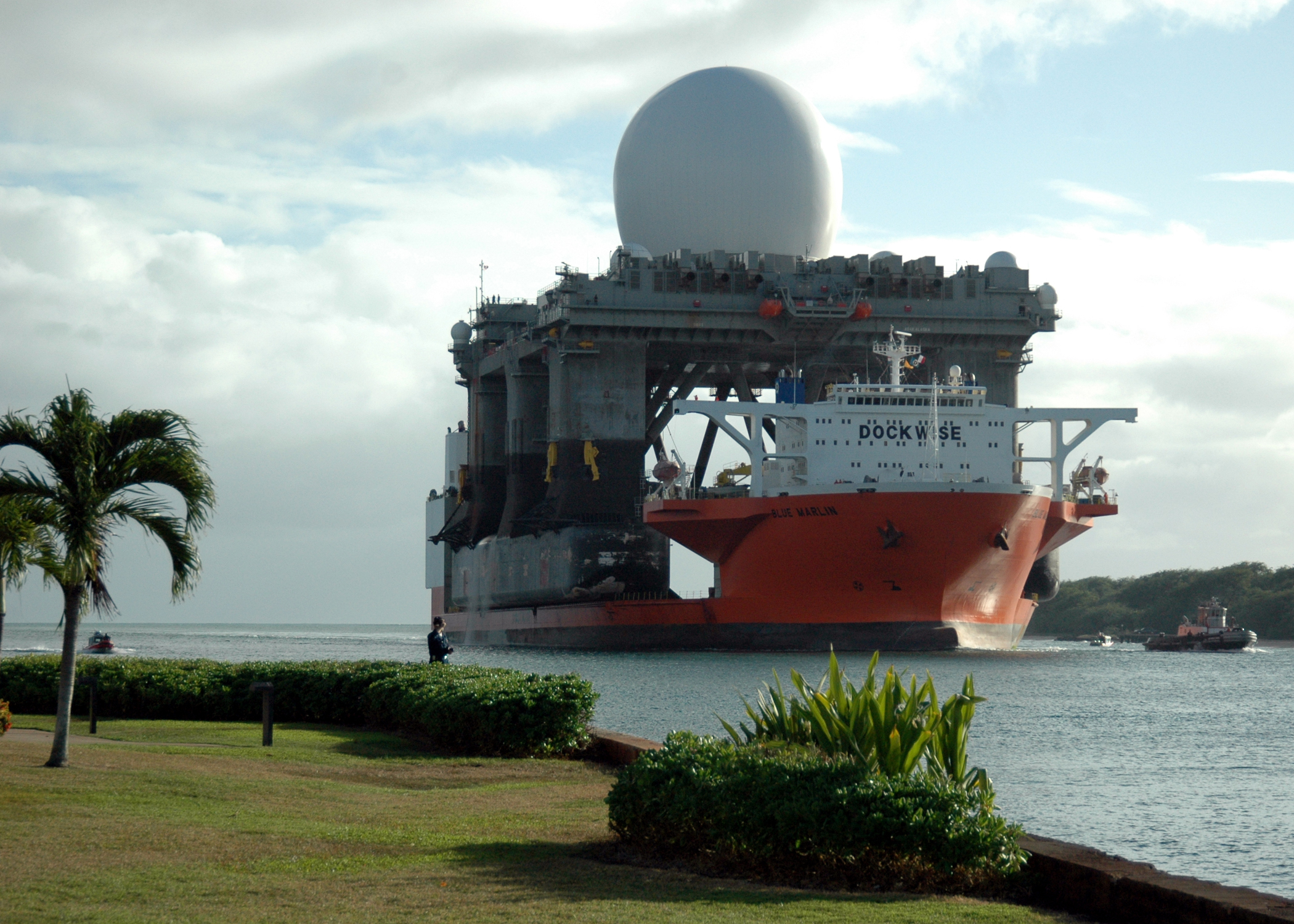
Transport d’une plate-forme radar bande X : arrivée à Pearl Harbor le 9 janvier 2006.

- En novembre et décembre 2000 : transport de l’USS Cole (destroyer américain endommagé par un attentat terroriste) du Yémen aux États-Unis.
- En 2004, transport de la plate-forme pétrolière Thunder Horse de 60 000 tonnes de la Corée du Sud jusqu'à Corpus Christi au Texas.
- En juillet 2005, transport de la raffinerie de gaz Snovhit depuis son lieu de construction à Cadix jusqu'à Hammerfest, ce qui a donné lieu à un documentaire de la série Kings of Construction.
- En novembre 2005, transport d'une plate-forme de station radar depuis le Texas jusqu'à Adak en Alaska, en passant par le cap Horn.
- En décembre 2013, transport de la coque du second porte-hélicoptères d’assaut de la marine australienne, construit par la Société espagnole de construction navale, le HMAS Adelaide. Il quitte le 17 décembre le port de Vigo en direction de Melbourne[2].

## Caractéristiques techniques
Les caractéristiques indiquées sont celles après la conversion ; les caractéristiques originales sont entre parenthèses.
- Longueur hors-tout : 224,5 m (217 m).
- Largeur : 63 m (42 m).
- Profondeur : 13,3 m.
- Tirant d'eau : 10,8 m.
- Tirant d'eau maximum en submersion : 29,3 m.
- Hauteur d'eau au-dessus du pont pendant la submersion : 16 m à l'arrière, 12 m à l'avant (10 m)
- Port en lourd : 76 061 tonnes (56 000 tonnes), permettant de transporter une charge utile de 73 000 tonnes.
- Espace de pont sans obstruction : 178,2 m de long, soit une surface de 11 227 m2 (7 215 m2).
- Moteur principal : MAN B&W 8S50MC-C, huit cylindres, puissance de 12,64 MW à 127 tr/min.
- Propulseur d'étrave d'origine : Kawasaki de deux MW de puissance.
- Propulseurs d'appoint : Wärtislä CS3500-671/3500MNR de 4,5 MW chacun, entraînés par trois générateurs électriques 8L32 de 3,84 MW chacun.
- Vitesse de croisière : 14,5 nœuds.
- Rayon d'action : 25 000 milles nautiques.

## Sources
- Caractéristiques sur le site de Boskalis.
- Hans Laheij, Extra width for Blue Marlin at Hyundai Mipo, paru dans Shiprepair and Conversion Technology, 2e trimestre 2004.